# موريس بلوخ (سياسي)
موريس بلوخ (بالإنجليزية: Maurice Bloch)‏ هو سياسي أمريكي، ولد في 26 أبريل 1891، وتوفي في 5 ديسمبر 1929 بسبب التهاب الزائدة الدودية. حزبياً، نشط في الحزب الديمقراطي. وقد انتخب عضو جمعية ولاية نيويورك.